# 워터 피처

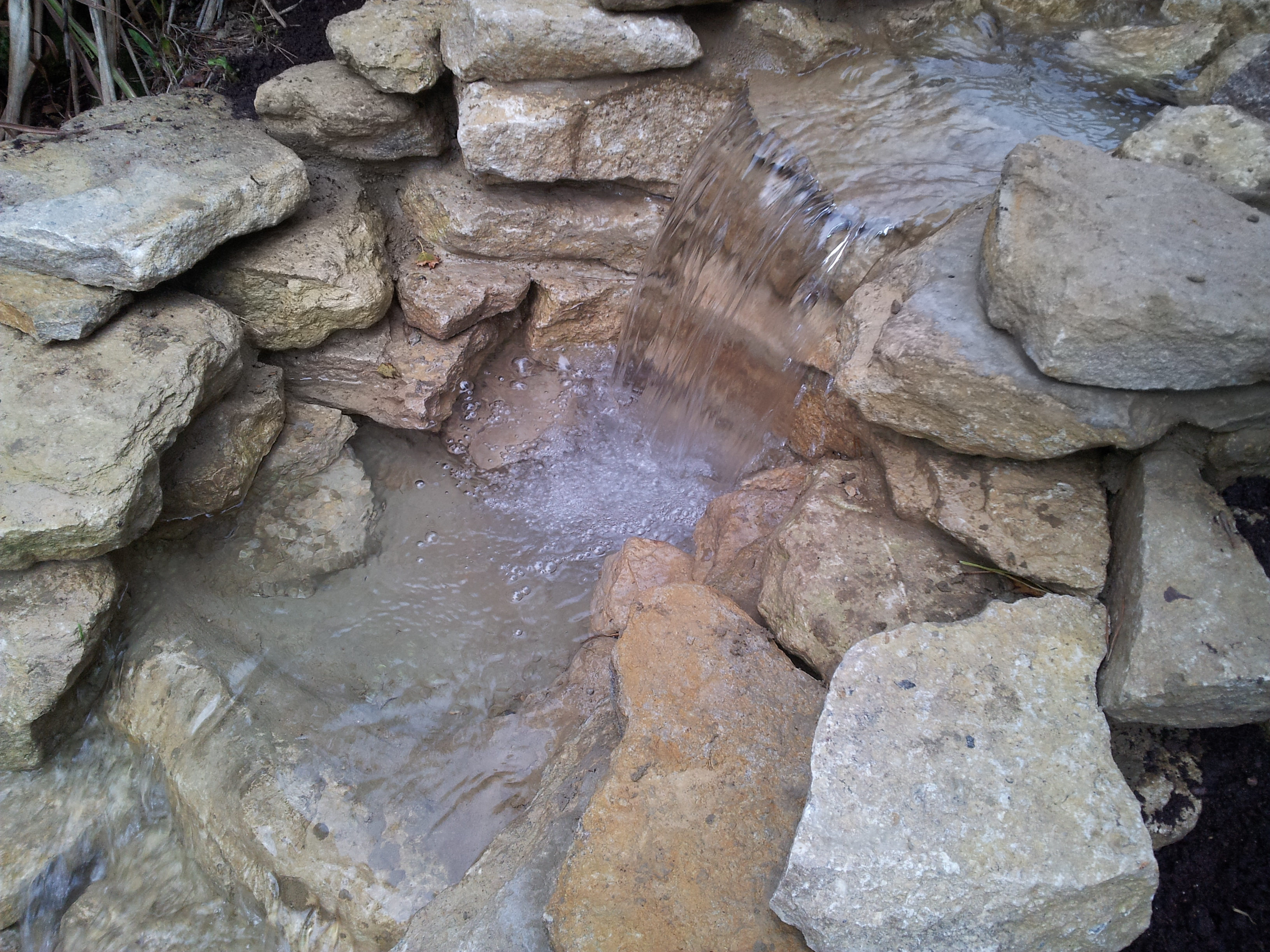

워터 피처(water feature) 또는 인공 수로는 조경 건축 및 정원 디자인에서 다양한 분수, 보석, 수영장, 연못, 시냇물, 인공 폭포 및 하천의 하나 이상의 물건이다. 18세기 이전에는 일반적으로 중력에 의해 동력을 얻었으나 스트라본은 바빌론의 유명한 공중정원을 아르키메데스 나사로 공급한 것으로 묘사하고 다른 예에서는 수력 램을 사용하여 물을 공급했다.
고대의 워터 피처는 중력, 인간의 힘 또는 물을 펌핑하는 사역동물을 사용하여 동력을 공급받았다. 18세기 이후 대부분의 워터 피처는 펌프로 구동되었다. 과거에는 동력원이 증기기관인 경우도 있었지만 현대에서는 거의 항상 전기로 구동된다. 시장이 더욱 확립되고 사람들이 태양광 발전과 같은 대체 설치 방법에 대해 더 많이 인식하게 되면서 혁신적인 디자인의 범위가 늘어나고 있다. 태양광 발전을 사용하면 환경적 이점, 정원에 전선이 필요 없다는 점, 자유 에너지 등의 장점이 있다.
현대식 워터 피처는 일반적으로 독립형이다. 즉, 물을 배관할 필요가 없다. 오히려 물은 연못이나 웅덩이라고도 알려진 숨겨진 저수지에서 재활용된다. 배수조는 워터 피처 내에 포함되거나 지하에 묻힐 수 있다(실외 워터 피처의 경우).
워터 피처는 실내 또는 실외에 있을 수 있으며 탁상용 분수부터 대형 건물의 벽 전체를 덮는 대형 실내 폭포까지 크기가 다양하며 돌, 스테인리스 스틸, 수지, 철, 유리. 대부분의 워터 피처는 간단한 타이머 작동기부터 음악과 물 및 빛 애니메이션을 동기화하는 정교한 컴퓨터 제어에 이르기까지 전자적으로 제어된다.
워터 피처는 종종 주택 소유자에게 연석 매력 증가, 주택 가치, 소음 공해 감소(외부 소음을 압도하는 물 소리로 인해), 건조한 지역의 습도 증가 및 공기 질 개선과 같은 추가적인 이점을 제공한다.

## 같이 보기
- 음악 분수
- 수생정원